# Emil Zaunar
Emil Jan Zaunar (ur. 1900, zm. 1976) – polski sędzia i działacz ewangelicko-reformowany, prezes Synodu Kościoła Ewangelicko-Reformowanego w PRL.

## Życiorys
Był synem Jana i Elżbiety z domu Hart. Jego bratem był ks. Ludwik Zaunar. 
W latach 1954–1955 był prezesem Synodu Kościoła Ewangelicko-Reformowanego w PRL. Był również członkiem Kolegium Kościelnego zboru ewangelicko-reformowanego w Łodzi.